# آب‌باریک (بوئین‌زهرا)
آب‌باریک (بوئین‌زهرا)، روستایی از توابع بخش مرکزی شهرستان بوئین‌زهرا در استان قزوین ایران است.

## جمعیت
این روستا در دهستان زهرای پایین قرار دارد و براساس سرشماری مرکز آمار ایران در سال ۱۳۸۵، جمعیت آن ۳۶۹ نفر (۱۰۵خانوار) بوده است. مردم روستای آب‌باریک به زبان ترکی آذربایجانی صحبت می‌کنند. شغل اغلب اهالی روستا کشاورزی و باغداری است و پسته این روستا در استان قزوین بسیار معروف و زبانزد است.

## وجه تسمیه
در فرهنگ جغرافیایی ایران، رزم آرا دربارهٔ این ده اینگونه آمده است:آب باریک جزو دهستان زهرا بخش بوئین شهرستان قزوین است. آب‌وهوای آن معتدل است و دارای ۸ رشته قنات و ۴ چشمه است. تعداد سکنه آن ۵۴۶ است و زبان مردمان آن ترکی است. محصولات آن انگور، بادام، غلات، جاجیم و گلیم است.